# Kilmaurs
Kilmaurs är en ort i Storbritannien.   Den ligger i kommunen East Ayrshire och riksdelen Skottland, i den centrala delen av landet, 500 km nordväst om huvudstaden London. Kilmaurs ligger 61 meter över havet och antalet invånare är 2 528.
Terrängen runt Kilmaurs är lite kuperad. Runt Kilmaurs är det ganska tätbefolkat, med 144 invånare per kvadratkilometer. Närmaste större samhälle är Kilmarnock, 3,5 km sydost om Kilmaurs. Trakten runt Kilmaurs består i huvudsak av gräsmarker.